# Elsbeth Boor
Elsbeth Boor (Bussum, 12 juli 1952 – Amsterdam, 27 november 2007) was een Nederlands juriste en voorvechtster van de rechten van vrouwen in Nederland. Zij werd bekend door de rechtszaak die zij namens het Clara Wichmann Instituut (CLWI) aanspande tegen de Staatkundig Gereformeerde Partij (SGP) die geen vrouwen als lid accepteerde.
Boor groeide op in Bussum in een open confessioneel gezin. Haar ouders waren beiden afkomstig uit streng-christelijke milieus. Ze studeerde pedagogiek, maar brak haar studie af toen ze op haar 21ste zwanger raakte en beviel van een zoon. Vervolgens kreeg ze nog een dochter. Ze trouwde en vertrok met haar man die tropenarts was in 1976 naar Kenia. Boor keerde in 1979 terug, scheidde, en begon een rechtenstudie. Ze was vanaf 1986 advocaat. Boor stond veel incestslachtoffers bij en moest vaststellen dat dergelijke zaken vaak werden geseponeerd wegens gebrek aan bewijs.
Vanaf 1991 werkte Boor aan de Katholieke Universiteit Nijmegen bij juridische vrouwenstudies. In 1997 werd ze beleidsmedewerkster bij het CLWI waar ze zich bezighield met de Stichting Proefprocessenfonds Clara Wichmann en met familierecht en seksueel geweld tegen vrouwen. Boor was de drijvende kracht achter een proces dat het Proefprocessenfonds aanspande tegen de SGP omdat vrouwen geen lid van deze partij mochten worden. Op 7 september 2005 bepaalde de rechtbank van Den Haag dat het subsidiëren door de Staat van de SGP in strijd was met het VN Vrouwenverdrag, en dat de subsidie derhalve diende te worden gestaakt.
Nadat de subsidie aan het CLWI in 2004 was stopgezet, verloor Boor haar baan. Ze volgde een opleiding tot mediator en wilde een praktijk beginnen op de Nederlandse Antillen. In september 2007 bleek echter dat ze alvleesklierkanker had, waaraan ze nog geen drie maanden later op 55-jarige leeftijd overleed.
Op 5 december 2007, een week na haar dood, werd het vonnis van de Haagse rechtbank, inzake het subsidiëren door de Staat van de SGP, door de Raad van State vernietigd. In een andere procedure bevestigde het Hof van Den Haag dat de Nederlandse Staat onrechtmatig handelde door niet op te treden tegen de discriminatie van vrouwen door de SGP.
In 2005 kreeg Elsbeth Boor samen met de Stichting Proefprocessenfonds Clara Wichmann de Harriët Freezerring.